# Prix du Rhone
Prix du Rhone är ett travlopp för 5 till 7-åriga varmblod hingstar och ston som körs på Hippodrome d'Enghien-Soisy i Enghien-les-Bains norr om Paris i Frankrike varje år i maj. Det är ett Grupp 3-lopp, det vill säga ett lopp av tredje högsta internationella klass. Loppet körs över distansen 2150 meter med voltstart. Den samlade prissumman i loppet är 70 000 euro, varav 31 500 euro till vinnaren.

## Vinnare
| År   | Häst          | Efter          | Kusk               | Tränare              | Tid    |
| ---- | ------------- | -------------- | ------------------ | -------------------- | ------ |
| 2024 | Icone Madrik  | Royal Dream    | Franck Nivard      | Jean-Michel Baudouin | 1'11'8 |
| 2023 | Isla Jet      | Bold Eagle     | Éric Raffin        | Tomas Malmqvist      | 1'11'8 |
| 2022 | Kennedy       | Joke Face      | Adrien Lamy        | Erik Bondo           | 1'11'2 |
| 2021 | Fiable        | Ready Cash     | Yoann Lebourgeois  | Emmanuel Ruault      | 1'13'2 |
| 2020 | Equinoxe Jiel | Rancho Gede    | Gabriele Gelormini | Jean-Luc Dersoir     | 1'12'1 |
| 2019 | Diademe Atout | Timoko         | Christophe Martens | Vincent Martens      | 1'12'8 |
| 2018 | Cyriel d'Atom | Otello Pierji  | Gabriele Gelormini | Aime De Graeve       | 1'14'5 |
| 2017 | Blé du Gers   | Quinoa du Gers | Éric Raffin        | Sébastien Guarato    | 1'13'5 |